# Willem Arnold van Lynden

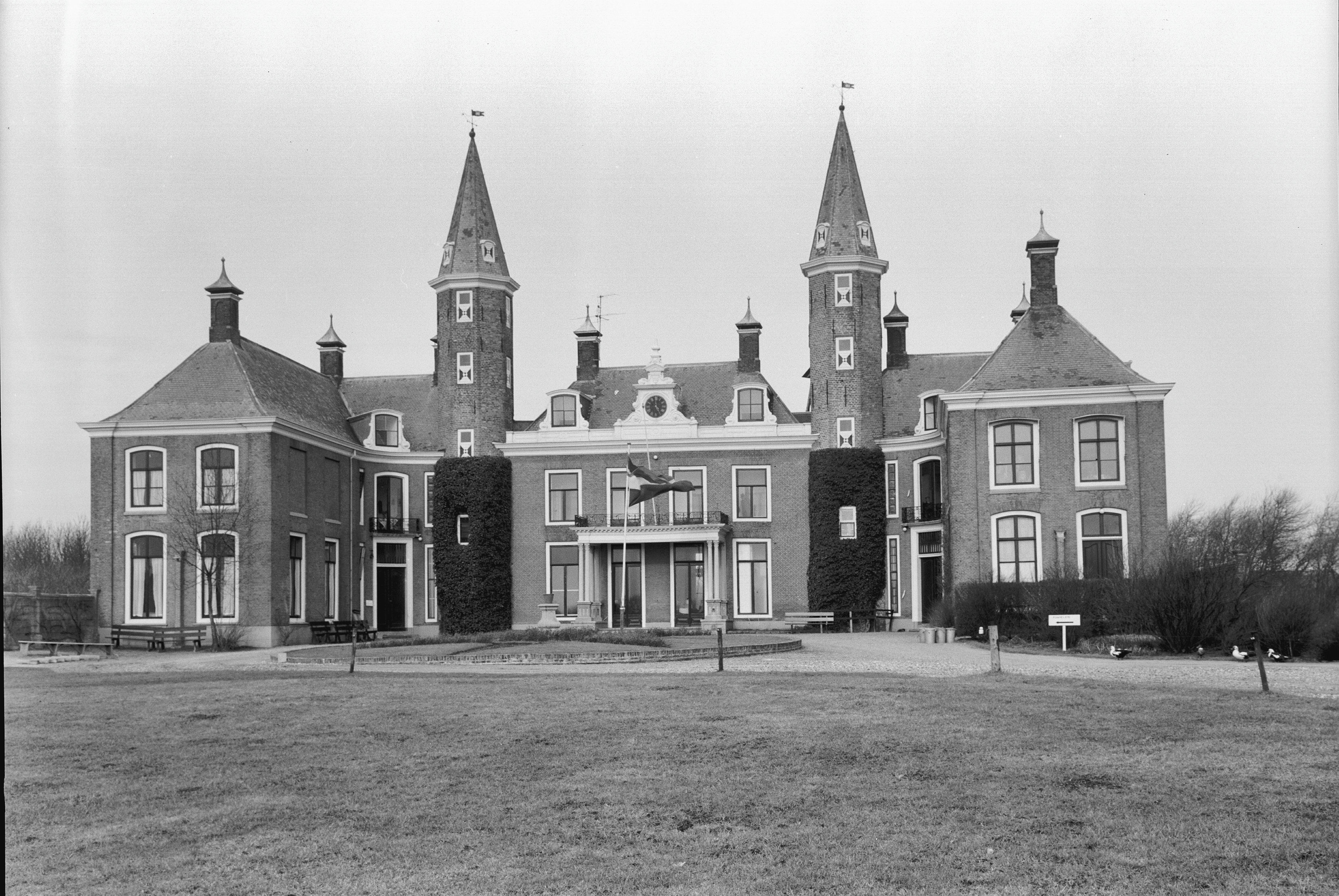
Kasteel Ter Hooge (1964)

Willem Arnold  (sinds 1878:) graaf van Lynden (Apeldoorn, 24 juli 1836 - Kasteel Ter Hooge, Koudekerke, 20 september 1913), sinds 1878 graaf van Lynden, was een Nederlands bestuurder. Hij was burgemeester van Koudekerke op Walcheren van 1877 tot 1892.

## Biografie
Van Lynden werd geboren als telg uit het geslacht Van Lynden en zoon van de Apeldoornse burgemeester mr. Rudolph Willem (sinds 1874:) graaf van Lynden (1808-1876), de latere Commissaris des Konings in Zeeland, en jkvr. Antonia Elisabeth van der Heim (1804-1884), telg uit het geslacht Van der Heim en dochter van de latere minister jhr. mr. Paulus van der Heim (1753-1823). Hij trouwde in 1871 met Wilhelmina Johanna de Bruyn, vrouwe van Westhove (1842-1926), telg uit het geslacht De Bruyn, uit welk huwelijk geen kinderen werden geboren. Na het overlijden van zijn oudste broer kreeg hij de eerstgeboortetitel van graaf, nadat hij daarvoor de titel van baron voerde. Na zijn overlijden kreeg zijn jongste broer de titel van graaf.
Vanaf 1858 was hij officier bij de infanterie. Hij sloot zijn militaire loopbaan in 1870 af als kapitein. In 1877 werd hij burgemeester van Koudekerke, wat hij tot 1892 zou blijven; een volle neef van zijn echtgenote volgde hem in dat ambt op. Van 1879 tot 1907 was hij tevens lid van Provinciale, van 1892 tot 1905 ook van Gedeputeerde Staten van Zeeland. 
Van 1894 tot zijn overlijden was hij kamerheer in buitengewone dienst van koningin Wilhelmina. Hij was Ridder in de Orde van de Nederlandse Leeuw. Hij overleed in 1913 op het kasteel van zijn echtgenote op 77-jarige leeftijd, zij dertien jaar later, tevens op het kasteel.